# كازويوكي تودا
كازويوكي تودا مواليد 30 ديسمبر 1977 في ماتشيدا، طوكيو، اليابان، هو لاعب كرة قدم ياباني دولي سابق كان يلعب كلاعب وسط. سبق له أن لعب في كأس العالم لكرة القدم مع منتخب بلاده.

## المسيرة الاحترافية

### أندية لعب لها
- شيميزو إس-بولس
- نادي توتنهام هوتسبر
- أدو دين هاغ
- شيميزو إس-بولس
- طوكيو فيردي
- سانفريس هيروشيما
- جيف يونايتد إتشيهارا تشيبا

## روابط خارجية
- كازويوكي تودا على موقع الاتحاد الدولي (مؤرشف)  (الإنجليزية)
- كازويوكي تودا على موقع رابطة كرة القدم اليابانية للمحترفين (اليابانية)
- كازويوكي تودا على موقع دوري كوريا الجنوبية (الإنجليزية)
- كازويوكي تودا على موقع قاعدة بيانات كرة القدم.إي يو (الإنجليزية)
- كازويوكي تودا على موقع ناشيونال فوتبول تيمز (الإنجليزية)
- كازويوكي تودا على موقع Soccerway.com (الإنجليزية)
- كازويوكي تودا على موقع عالم كرة القدم.نت (الإنجليزية)